# 松平正勝
松平 正勝（まつだいら まさかつ、生年不詳 - 慶長20年5月7日（1615年6月3日））は、安土桃山時代から江戸時代の武士。滝脇松平家の出身で、滝脇松平家祖の松平乗清の6世の孫で、父は松平正定。妻は大久保康忠の娘。通称は助十郎。
麻生松平家の当主の松平正忠（族祖父）の婿養子となって、その後を継いだ。
徳川家康に仕え、書院番を務めた。慶長20年（1615年）5月7日、大坂夏の陣で青山忠俊に属し、明石全登と戦い戦死した。家臣の板倉藤兵衛が遺骸を背負って帰り、麻生阿弥陀寺に葬った。
正勝には男子がいなかったため、松平家信次男の重信が後を継ぎ、正勝の娘を妻とした。重信の養子の信孝の代に1万石を領して大名に列し、小島藩主となった。